# 请在我脏的时候爱我们
《请在我脏的时候爱我们》是中国当代作家陈建功的一部长篇非虚构作品。全书有48个章节，前24节首次发表于《北京文学》2024年第6期，后24节首次发表于《花城》2025年第1期。作品记叙了作者从1968年时成为矿工，直到文革结束后到北京大学中文系求学，这期间发生的故事。作品中描摹了由多位矿工、病友及知识分子所组成的群像，还描写了与女友一家的交往。

## 内容
“我”年轻时曾在京西的一座矿上做工，因被渣土车撞到了腰而重伤。由于母亲托关系找到了积水潭医院的孟继懋，“我”得以用保守疗法治疗。住院期间，“我”和当时女友、后来的妻子之间的感情飞速发展，她是“我”低一届的同学。病房里“我”认识了不少病友，包括吴桥老丁，他曾指导“我”做康复练习。许多病友的趣事成了“我”后来写小说的素材。
“我”还回忆了与不少文化名人的交往。由于残联规定每个部委都得选两个残疾干部，“我”和翟泰丰成为了作协领导。作家浩然曾告诉“我”要深入生活，小说人物的性格不能“折跟头”，并谈到他晚年奉命创作《西沙儿女》时的遗憾。“我”还回忆了当年为看内部电影逃票的往事。1975年“我”曾和北京电影学院的林洪桐合作写过剧本，研究过蒙太奇的理论，但后来推掉了和他合作“献礼片”《同龄人》的机会。之后又和北京人民艺术剧院的刘厚明、蓝荫海等一起研究过话剧，后来还因为枸杞酒的因缘结识了于是之，一起发泄过对当时文艺政策的不满。
“我”还回忆了岳父因为懂得英语、日语，而躲过了单位的打右派。并叙述了当年与黄柏林互相传授语文数学的考试技巧，顺利通过77年高考的事情……

## 分析
本书是作者在几年之中断续写成的。其结构比较松散，像拼图一样让读者脑中的印象不断完成。行文中融入了作者过去的一些作品，将它们与书中人物对应，使得作者的个人心灵史与整个民族的发展历程联系了起来。作者一步步描绘了自己逐渐融入北京文化的历程，展现了老北京的民间风俗。由于有兼收并蓄的态度，作者将戏曲等其他艺术门类的元素加入，形成了独特的叙事腔调。
作者在写作的过程中，曾采访天桥艺人“八大怪”以积累一手资料。北京人的传统处世态度潜移默化的影响了作者的创作，形成了作品中的“京味儿”。王梦迪认为，陈建功继承了巴金《随想录》中的那种反思意识，关注大时代下的小人物。“他们是粗粝的、嬉闹的，满脸煤污，真实得让我沉醉”，作者以真实具体的描写，传递出对普通人的热爱。